# BgBee
株式会社ビジービー（英: BgBee）は、グラフィックデザインを中心にテレビ番組における美術を手がける制作プロダクション。

## 概要
有限会社放送アートセンターのスタッフを中心に1998年3月18日設立。社名は「働きバチ」を意味する“busy bee”をもじったもので、同社のVIはハチをモチーフとしている。「水曜どうでしょう」のタイトルデザインを担当した浜田次朗が代表取締役社長を務める。
主要取引先である北海道テレビ放送（HTB）のグループ会社ではないが、同局にスタッフを派遣し、放送用素材作成・アートデザイン関連の全てを一手に引き受けるなど、事実上のHTB専属の放送美術プロダクションとして活動している。
2018年9月に現住所に移転するまでは、登記上の本社所在地を札幌市南区簾舞としていた。